# Jean Faucher (réalisateur)
Pour les articles homonymes, voir Faucher.
Jean Faucher (né le 19 août 1924 au Vésinet en France, et mort le 1er février 2013, à l'âge de 88 ans, à Montréal) est un réalisateur, metteur en scène de théâtre et auteur, épistolier et biographe français et canadien, québécois. Il a été un des pionniers de la télévision Radio-Canadienne.
Il est surtout connu comme un des premiers réalisateurs à la télévision au Québec, notamment à l'émission Les beaux dimanches, pour un grand nombre de téléthéâtres et de dramatiques, pendant 40 ans, et pour ses mises en scène, à Montréal, au Théâtre du Rideau Vert, au Théâtre du Nouveau Monde, au Théâtre du Café de la Place ainsi que, en régions, à divers théâtres d’été. Il a aussi réalisé la série d’émissions Propos et Confidences, de 1970 à 1991 — ce qui prélude aux sept « Entretiens » biographiques qu'il a réalisés et publiés à sa « retraite ».

## Biographie
Il est né en France d'un père, Léonard Faucher, aveugle de naissance mais musicien, qui mène une vie bourgeoise, tranquille, sans éclats, accompagné par sa femme Aimée. Assistant du comédien Bernard Bimont dans ses cours d'art dramatique, il y rencontre sa future épouse et de jeunes comédiens canadiens en stage : Guy Provost et Denise Vachon, Georges Groulx et Lucille Cousineau, ainsi que Jean Gascon, Florent Forget (alors comédien, mais futur réalisateur à la télévision), Jean-Louis Roux… — qui les incitent à venir faire carrière au Canada français, où le lancement de la télévision est annoncé pour 1952, et où Émile Legault a formé une troupe de théâtre, à laquelle ils ont adhéré, comme de nombreux autres, qui s'apprêtent à faire carrière en théâtre, et à même y étendre l'offre, à partir de Montréal surtout, en y multipliant les troupes…[pas clair]
Au printemps 1951, à 27 ans, Jean Faucher part avec sa femme, Françoise, cinq ans plus jeune, vivre à Montréal, au Québec. Durant plus de 30 ans, de 1951 à 1984, par échanges de lettres, il entretient un lien étroit avec ses parents restés en France.
Il meurt à Montréal, le 1er février 2013, après une longue carrière à la télévision, en tant que réalisateur — l’un des pionniers de la télévision Radio-Canadienne (Télé théâtres, Quatuor, Propos et Confidences), —, et au théâtre, et après avoir écrit et publié, durant ses douze dernières années, sept « entretiens » avec des comédiens, dont avec sa femme, et après avoir publié ses 33 ans de correspondance avec sa mère et son père, « Aimée et Léonard ».
Lui survivent, sa femme la comédienne, animatrice et journaliste Françoise Faucher, ainsi que leurs quatre enfants : Philippe Faucher, professeur de Science politique à l'Université de Montréal, la comédienne et animatrice Sophie Faucher, le journaliste sportif François Faucher et Catherine Faucher.

## Filmographie
- 1958 : La Mercière assassinée (Réalisateur) avec Pierre Boucher-Margot Campbell-Phyllis Carter.
- 1960 : La femme-image (acteur) de Guy Borremans.
- 1965 : La Reine morte (Réalisateur-Téléfilm) avec Françoise Faucher-Benoît Girard-François Rozet.
- 1970 : Le soleil des autres (Réalisateur-Scénariste-Acteur) avec Monique Champagne-Françoise Faucher-Gérard Poirier.
- 1974 : Toi et tes nuages (Réalisateur-Téléfilm) avec Françoise Faucher-Andrée Lachapelle-François Rozet.
- 1984 : Les hauts et les bas d' la diva (Réalisateur-Téléfilm) avec Nicole Leblanc.
- 1987 : Lorenzaccio (Réalisateur-Téléfilm) avec Serge Denoncourt-Antoine Durand-Guy Nadon.
- 1989 : Femme de pierre (acteur) de Jean Salvy.
- 1990 : Simon les nuages (acteur) de Roger Cantin.
- 1992 : Shabbat shalom ! (acteur) de Michel Brault.
- 1995 : Les grands procès (acteur) : Président du jury

## Honneurs
- Chevalier des Arts et des Lettres